# India Fowler
India Fowler, född 2003, är en brittisk skådespelerska.
India Fowler har medverkat i flera TV-serien och filmer. Hon har bland annat medverkat i TV-serien Insomnia där hon spelade Chloe Averill, och The Agency där hon spelade dottern Poppy en av de större rollkaraktärerna. I filmen Fear Street: Prom Queen spelade hon Lori Granger, ev av huvudrollerna.

## Filmografi (i urval)
- 2024–2025 – The Agency (TV-serie)
- 2024 – Insomnia (TV-serie)
- 2025 – Fear Street: Prom Queen